# Факултет „Артилерия, ПВО и КИС“
Факултет „Артилерия, противовъздушна отбрана и комуникационни и информационни системи“ в Шумен е основно учебно-научно звено на Националния военен университет „Васил Левски“. Разположен е в идеалния център на града.
Факултетът е приемник на Висшето военно училище за артилерия и противовъздушна отбрана „Панайот Волов“ (ВВУАПВО), което от своя страна е наследник на Висшето народно военно артилерийско училище „Георги Димитров“ (ВНВАУ), създадено през 1948 г. ВНВАУ е наградено през 1958 г. с орден „9 септември“ I-ва степен и през 1973 г. с орден „Народна република България“ I-ва степен.

## Обучение
Обучава:
- курсанти в степен „бакалавър“ по военни и граждански специалности;
- студенти в степени „бакалавър“ и „магистър“ по граждански специалности;
- докторанти в научна степен „Доктор“ по граждански специалности;

Всички специалности са акредитирани от Националната агенция за оценяване и акредитация (НАОА). Висше образование на образователно-квалификационните степени (ОКС) „бакалавър“ и „магистър“„специалист“ се придобива във висши училища, които отговарят на изискванията на Закона за висшето образование и на наредбата. Обучението на студентите и курсантите се провежда по специалности, които са от професионално направление съгласно Класификатора на областите на висше образование и професионалните направления, утвърден с Постановление № 125 на Министерския съвет от 2002 г. (ДВ, бр. 64 от 2002 г.)
Провежда и курсове за преквалификация, повишаване на квалификацията и чуждоезиковата подготовка на офицери от Българската армия и армиите на страните участнички в инициативата „Партньорство за мир“, както и на други специализанти. Провежда научноизследователска и научно-развойна дейност в областта на военните и техническите науки.
Основната мисия на факултета е да работи активно за развитието на военното образование в Република България, подготвяйки офицери за нуждите на Българската армия, притежаващи отлична професионална подготовка, морална, физическа и психическа устойчивост, лидери в армейските колективи и обществото, способни да се реализират във всички сфери на армейския живот, достойни партньори на офицерите от страните-членки на НАТО.
Освен курсантите факултетът обучава и студенти, които завършват като отлично подготвени инженери и специалисти в областта на комуникационната техника, компютърните системи и мрежи, електрониката и административно-информационната сфера.
Обучението на студентите и курсантите от 2014 г. се извършва изцяло само във Факултет „А, ПВО и КИС“ в Шумен.
Факултетът разполага със собствено общежитие непосредствено до учебните блокове, съвременни битови условия, модерна столова, изцяло обновени спални помещения, модерен спортен комплекс със закрит нов плувен басейн, стадион, фитнес-зала и други. Всички сгради са компактно разположени в тих озеленен район в центъра на града.
Обучението за придобиване на образователно-квалификационни степени „бакалавър“ и „магистър“ във Факултет „Артилерия, ПВО и КИС“, Шумен отговаря на държавните изисквания, които са описани тук Архив на оригинала от 2016-08-15 в Wayback Machine..
Обучението завършва с държавен изпит или със защита на дипломна работа пред изпитна комисия. Завършилите студенти получават дипломи за завършено висше образование на образователно-квалификационни степени „бакалавър“ и „магистър“ с европейско приложение.

## Образователни степени и специалности

### Степен „Бакалавър“
Граждански специалности
Във Факултет „Артилерия, ПВО и КИС“ се приемат студенти за редовно (Р) и задочно (З) обучение със срок 4 години по следните акредитирани специалности:
| # | Граждански специалности                                                                  | Код         | Вид обучение |
| - | ---------------------------------------------------------------------------------------- | ----------- | ------------ |
| 1 | Комуникационна техника и технологии – Комуникационни мрежи и системи                     | КТТ – КМС   | Р, З         |
| 2 | Комуникационна техника и технологии – Електронни системи за охрана, наблюдение и контрол | КТТ – ЕСОНК | Р, З         |
| 3 | Компютърни системи и технологии                                                          | КСТ         | Р, З         |
| 4 | Компютърни технологии за проектиране                                                     | КТП         | З            |
| 5 | Административна и информационна сигурност                                                | АИС         | Р, З         |

Военни специализации
За нуждите на Въоръжените сили се приемат курсанти за редовно обучение на пълна държавна издръжка и военнослужещи за задочно обучение по следните военни специализации с акредитирани граждански специалности:
| # | Военна специализация                                              | Гражданска специалност               | Код  | Вид обучение |
| - | ----------------------------------------------------------------- | ------------------------------------ | ---- | ------------ |
| 1 | Радиотехнически войски                                            | Комуникационна техника и технологии  | РТВ  | Р            |
| 2 | Зенитно-ракетни войски                                            | Комуникационна техника и технологии  | ЗРВ  | Р            |
| 3 | Противовъздушна отбрана на войските                               | Комуникационна техника и технологии  | ПВО  | Р, З         |
| 4 | Военни комуникационни и информационни системи                     | Компютърни системи и технологии      | ВКИС | Р, З         |
| 5 | Полева артилерия                                                  | Компютърни технологии за проектиране | ПА   | Р            |
| 6 | Артилерийско и зенитно-ракетно въоръжение, оптика и бойни припаси | Компютърни технологии за проектиране | АВ   | Р            |

### Степен „Магистър“
Обща характеристика на обучението
Условията за обучението на степен „магистър“ отговарят на изискванията на Закона за висшето образование и на наредбата. Програмата за обучение е изградена около концепцията за оптимално надграждане на подготовката с цел получаване на базова компетентност в областта на инженерните науки, социалните и правните аспекти на управлението и възможността за реализация в структурите за управление на организациите и учрежденията.
Сроковете на обучение за придобиване на образователно-квалификационна степен „магистър“ в задочна форма на обучение са съобразени с предварителната подготовка на кандидатите и с правилника на висшето училище:
- 2 семестъра (една година) за специалностите с профилиране и задълбочаване на подготовката за придобилите специалност на степен „бакалавър“ или „магистър“ от същото професионално направление;
- 4 семестъра (две години) по избраната специалност с допълнителна подготовка за придобилите висше образование на степен „бакалавър“ или „магистър“ по специалност от друго професионално направление.

Обучението по всяка специалност се извършва по учебен план, който включва задължителни, избираеми и факултативни дисциплини:
- задължителните учебни дисциплини осигуряват фундаментална подготовка по избраната широкопрофилна специалност от професионалното направление;
- избираемите учебни дисциплини осигуряват специфични знания и компетентности от областта на специалността;
- факултативните дисциплини дават възможност за получаване на знания и умения в различни научни области в съответствие с интересите на студентите.

Лекционните курсове по задължителните и избираемите учебни дисциплини се възлагат на хабилитирани преподаватели. До 30 на сто от лекционните курсове могат да се възлагат на нехабилитирани преподаватели с образователна и научна степен „доктор“.
Магистърски специалности
Във Факултет „Артилерия, ПВО и КИС“ се приемат студенти за обучение в степен „магистър“, задочно обучение по следните акредитирани специалности:
| # | Магистърски специалности                                            | Вид обучение |
| - | ------------------------------------------------------------------- | ------------ |
| 1 | Комуникационна техника и технологии                                 | З            |
| 2 | Компютърни системи и технологии                                     | З            |
| 3 | Компютърни технологии за проектиране                                | З            |
| 4 | Административна и информационна сигурност                           | З            |
| 5 | Човешки ресурси и връзки с обществеността в отбраната и сигурността | З            |

Приемът се извършва по документи, които могат да се подават на място и онлайн.

Записване
Записване на приетите студенти в степени „бакалавър“ и „магистър“ се извършва във факултета в Шумен. При записването се заплаща таксата за първия семестър, която е 1/2 от годишната такса. Банковата сметка на факултета виж тук. Таксите се заплащат до 1 седмица от започването на семестъра заедно с годишна такса от 10 лв. за ползване на литература от библиотеките на университета.
Информация по всички въпроси, свързани с кандидат-студентската кампания, може да се намери в сайтовете на факултета и университета и на телефони: централа 054 80 10 40, вътрешни 54218, 54231, 54230.

### Степен „Доктор“
Във факултета се обучава в образователна и научна степен „доктор“ в задочна (З), редовна (Р) или свободна (С) форма по следните акредитирани специалности (докторски програми):
| # | Докторски специалности (програми)                                                  | Вид обучение |
| - | ---------------------------------------------------------------------------------- | ------------ |
| 1 | Радиолокация и радионавигация                                                      | З, Р, С      |
| 2 | Комуникационни мрежи и системи                                                     | З, Р, С      |
| 3 | Приложение на принципите и методите на кибернетиката в различни области на науката | З, Р, С      |
| 4 | Организация и управление на въоръжените сили                                       | З, Р, С      |
| 5 | Организация и управление извън сферата на материалното производство                | З, Р, С      |

## Реализация на випускниците
След завършване на пълния курс на обучението випускникът може да заема длъжности в различни сфери на обществения живот:
- в управлението на предприятия и учреждения;
- в звената за управление в държавната администрация и местната власт;
- участие в научни изследвания и проекти, свързани с управлението на организации и учреждения на различни нива;
- да извършва консултантска и експертна дейност по управлението на организации и учреждения на различни нива;
- да заема други длъжности, съответстващи на неговата квалификация;
- да работи в областта на образованието и други сфери на социално политическия живот.

## Катедри
Факултетът има 6 катедри:
- Катедра „Комуникационни мрежи и системи“ ("КMС" Архив на оригинала от 2015-07-06 в Wayback Machine.)
- Катедра „Противовъздушна отбрана, зенитно-ракетни и радиотехнически войски“ („ПВО, ЗРВ и РТВ“ Архив на оригинала от 2015-07-06 в Wayback Machine.)
- Катедра „Полева артилерия“ (ПА)
- Катедра „Компютърни системи и технологии“ („КСТ“ Архив на оригинала от 2015-07-06 в Wayback Machine.)
- Катедра „Въоръжение и технологии“ („ВТ“)
- Катедра „Информационна сигурност“ („ИС“)

## Наименования
- Народно военно артилерийско училище (27 октомври 1948 – 31 декември 1948)
- Народно военно артилерийско училище „Георги Димитров“ (1 януари 1949 – 10 юли 1959)
- Висше народно военно артилерийско училище „Георги Димитров“ (10 юли 1959 – 1964)
- Народно военно артилерийско училище „Георги Димитров“ (1964 – 1969)
- Висше народно военно артилерийско училище „Георги Димитров“ (1969 – 15 август 1991)
- Висше военно училище за артилерия и противовъздушна отбрана „Панайот Волов“ (15 август 1991 – 1 август 2002)
- Факултет „Артилерия, ПВО и КИС“ (1 септември 2002)

## Началници на ВНВАУ, ВВУАПВО и декани на Факултет „А, ПВО и КИС“
Началници на Висшето народно военно-артилерийско училище и Висшето военно училище по артилерия и противовъздушна отбрана 
- Полковник Иван Христов Цонев (1948 – 1949)
- Полковник Христо Тонев Ангелов (23 ноември 1949 – 1952)
- Полковник Нешо Нешев (17 ноември1952 – 22 ноември 1955) (до 21 април 1954 е временно изпълняващ длъжността)
- Генерал – майор Ангел Ангелов (28 ноември 1955 – 13 октомври 1959)
- Полковник Нешо Нешев (1 октомври 1959 и 25 октомври 1961)
- Генерал–майор Тодор Желев (1962 – 1972)
- Генерал-майор Кирил Стоименов (1972 – 1983)
- Генерал-майор Найден Боримечков (1983 – 1988)
- Генерал-майор Борис Бобев (1988 – 1992)
- Генерал-майор Иван Динев (1992 – 2000)
- Полковник Радослав Димитров Узунов (2000 – 2002)
- Полковник Андрей Иванов Андреев (2002)

Декани на Факултет „Артилерия, противовъздушна отбрана и комуникационни и информационни системи“ :
- Полковник доц. д-р Николай Йорданов Досев (2002 – 2010)
- Полковник доц. д-р Нелко Петров Ненов (2010 – 2014)
- Полковник проф. д-р Сашо Стефанов Евлогиев (2014 г. – 15 юни 2018)
- Полковник доц. д-р инж. Дилян Димитров – (от 15 юни 2018)